# Barbus venustus
Barbus venustus — рыба рода лучеперых рыб семейства карповых.

## Краткое описание
Тело умеренно сжато, его глубина равна или немного больше длины головы. Рыло округлое, короче, чем диаметр глаза. Формула зубов 2.3.5-5.3.2.
Боковая линия полная. Грудной плавник не достигает основания брюшного плавника. Хвостовой стебель относительно стройный.

## Распространение
Эндемик бассейна Пангани, включая озеро Джипе. 

## Биология
Этот вид барбуса был пойман на мелководье среди травы Paspalidium geminatum в водохранилище Ньямба-я-Мунгу. Питается рачками кладоцерами, придонными насекомыми, личинками и кормами растительного происхождения. 